# Стамболово (Хасковська область)
Стамболо́во (болг. Стамболово) — село в Хасковській області Болгарії. Адміністративний центр общини Стамболово.

## Населення
За даними перепису населення 2011 року у селі проживали 643 особи.
Національний склад населення села:
| Національність   | Кількість осіб | Відсоток |
| ---------------- | -------------- | -------- |
| турки            | 383            | 60,0%    |
| болгари          | 197            | 30,9%    |
| цигани           | 52             | 8,2%     |
| Всього відповіли | 638            |          |

Розподіл населення за віком у 2011 році:
Динаміка населення: